# Lucy Lawless

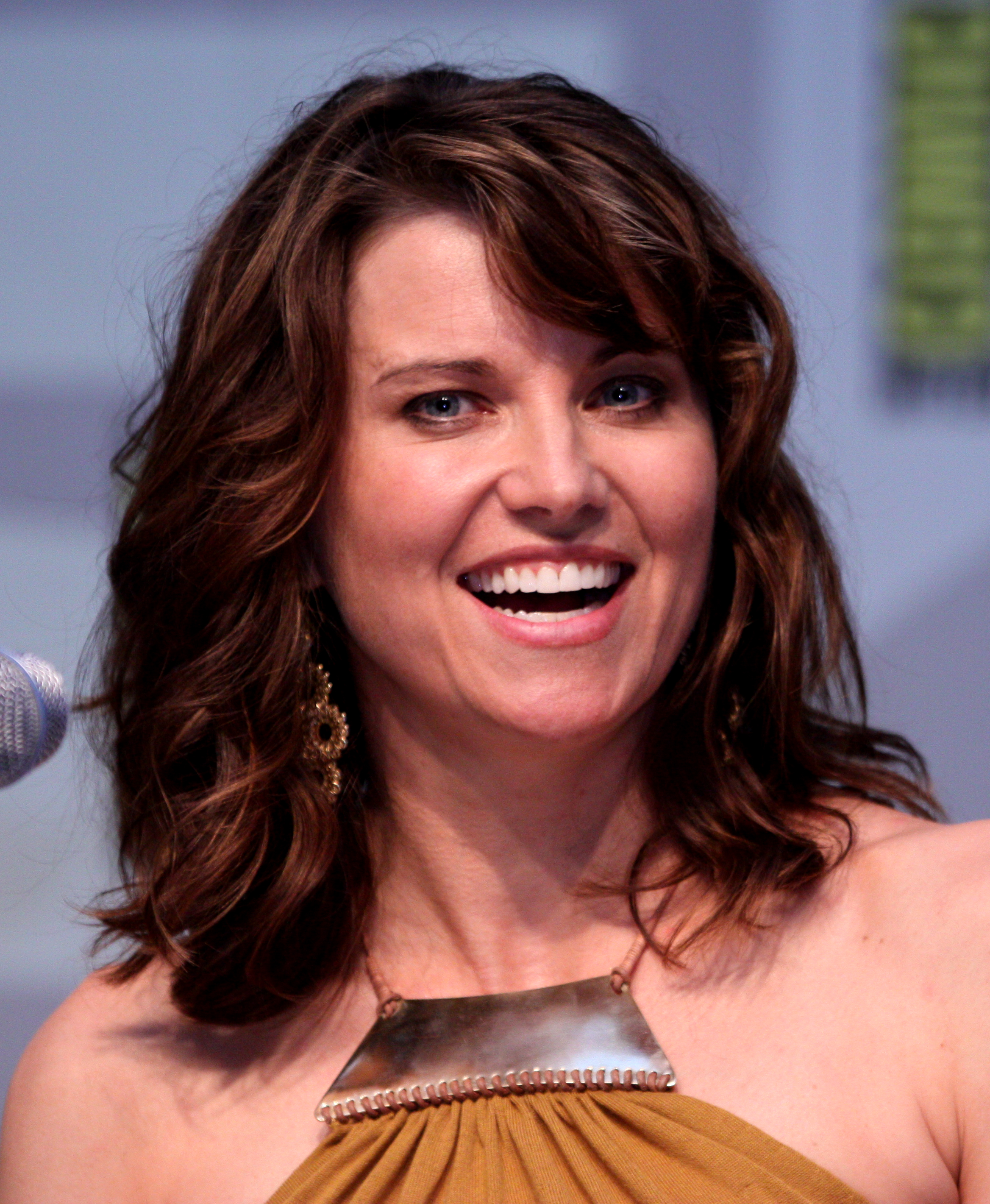
Lucy Lawless.

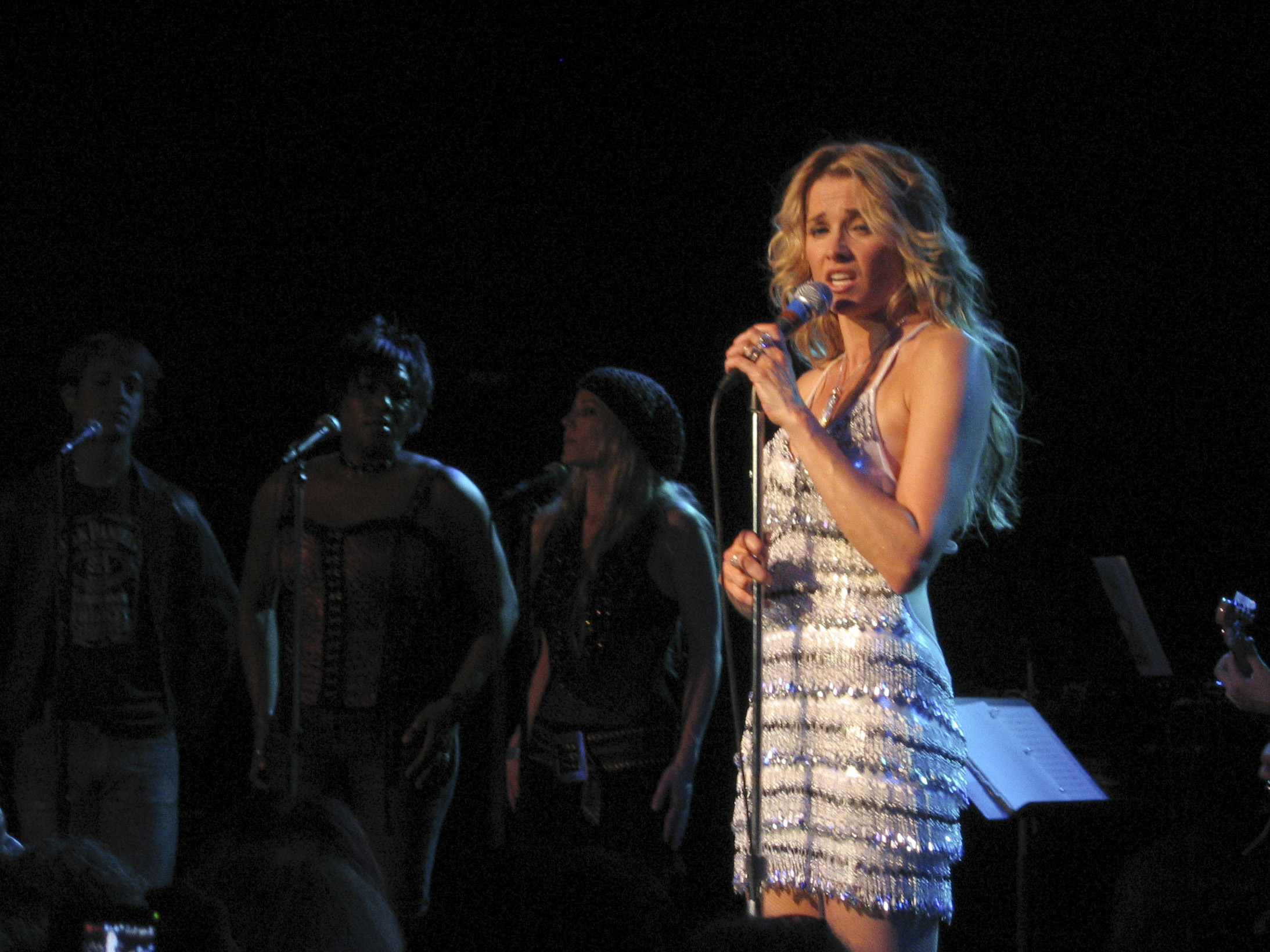
Lucy Lawless.

Lucille Frances Ryan (născută în Auckland, 29 martie, 1968) este o actriță neozeelandeză. Ea a devenit renumită datorită serialului de televiziune Xena, Prințesa războinică.

## Biografie
Lucy Lawless, actrița în vârstă de 57 de ani din Noua Zeelandă, a studiat în Europa, apoi a plecat să lucreze în Australia, unde s-a și căsătorit cu Garth Lawless. În 1989, la întoarcerea în țara natală, a fost desemnată Miss Noua Zeelandă. După câteva slujbe în televiziune, devenită între timp mamă unei fetițe, Lucy a primit în sfârșit în 1994 un rol diferit, apărând în rolul Xena în Hercules: The Legendary Journeys, care i-a adus aprecierea și un serial propriu, Xena, Prințesa războinică
În timp ce serialul câștigă milioane de fani în America, în Noua Zeelandă Lucy nu se bucura de aceeași popularitate. În 1996, în timp ce se pregătea pentru o cascadorie specială ce urma să fie vizionată în timpul emisiunii lui Jay Leno, actrița a căzut de pe cal și a suferit o fractură de pelvis. După ce și-a revenit complet, Lucy, între timp divorțată de Lawless, și-a făcut debutul pe Broadway cu rolul Betty Rizzo din Grease. În 1998, Lucy s-a căsătorit cu producătorul serialului care i-a adus celebritatea, Robert G. Tapert. Cuplul are acum doi fii, Julius și Judah.
Deși serialul s-a încheiat în 2001, aventurile Xena sunt departe de final. Lawless a jucat în 2005 în producția Xena: The 10th Anniversary Collection. În prezent, se zvonește că producătorii plănuiesc o serie de filme pentru marele ecran.

## Filmografie
| Títlu                                  | Caracter                    | An        |
| Spartacus: Gods of the Arena           | Lucreția                    | 2011      |
| Spartacus: Blood and Sand              | Lucreția                    | 2010      |
| Angel of Death                         | Vera                        | 2009      |
| Bitch Slap                             | Maica superioară            | 2009      |
| Bedtime Stories                        | Aspen                       | 2008      |
| Football Wives                         | Tanya Austin                | 2007      |
| The Darkroom                           | Cheryl                      | 2006      |
| Vampire Bats                           | Maddy Rierdon               | 2005      |
| Locusts                                | Maddy Rierdon               | 2005      |
| Boogeyman                              | mama lui Tim                | 2005      |
| EuroTrip                               | Madame Vandersexxx          | 2004      |
| Spider-Man                             | Gótica                      | 2002      |
| Peach                                  | Peach                       | 1995      |
| Hercules and the Amazon Women          | Lisya                       | 1994      |
| Typhon's People                        | Mink Tertius                | 1993      |
| The Rainbow Warrior                    | Jane Redmond                | 1992      |
| The End of the Golden Weather          | iubita lui Joe              | 1991      |
| A Bitter Son                           | o infirmieră                | 1990      |
| Burn Notice                            | Evelyn                      | 2007      |
| Battlestar Galactica                   | D'Anna Biers (Numărul Trei) | 2005-2008 |
| Veronica Mars                          | Agente Morris               | 2006      |
| Xena: The 10th Anniversary Collection  | Xena                        | 2005      |
| Two and a Half Men                     | Pamela                      | 2005      |
| Less Than Perfect                      | Tracy Fletcher              | 2004      |
| Tarzan                                 | Kathleen Clayton            | 2003      |
| The X-Files                            | Shannon McMahon             | 2001      |
| Xena, Prințesa războinică              | Xena                        | 1995-2001 |
| Just Shoot Me!                         | Stacy                       | 2001      |
| Hercules: The Legendary Journeys       | Xena, Lyla                  | 1995-1998 |
| Hercules & Xena: Wizards of the Screen | Xena                        | 1997      |
| High Tide                              | Sharon List                 | 1994-1995 |
| The Black Stallion                     | Sarah McFee                 | 1993      |
| The Ray Bradbury Theater               | Liddy Barton                | 1992      |
| For the Love of Mike                   | Helen                       | 1991      |
| Shark in the Park                      | _                           | 1991      |
| Funny Business                         | roluri diverse              | 1989      |